# Шахматова
Ша́хматова (рос. Шахматова) — присілок у складі Каргапольського району Курганської області, Росія. Входить до складу Вяткінської сільської ради.
Населення — 205 осіб (2010, 226 у 2002).
Національний склад населення станом на 2002 рік: росіяни — 93 %.